# Richard Tattersall

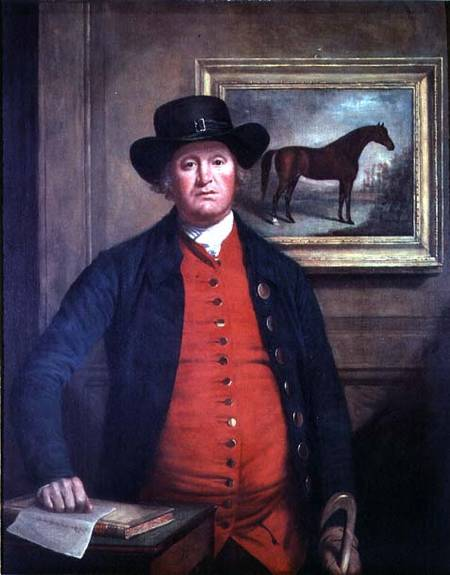
Richard Tattersall, ca 1790.

Richard Tattersall (smeknamn på äldre dagar Old Tatt), född 1724 i Lancashire, död 21 februari 1795 i London, var en brittisk stallmästare och affärsman.

## Biografi
Richard Tattersall var det andra av sex barn av godsägaren Edmund Tattersall (cirka 1686–1764) och hans hustru Ann Varley of Laund. Familjen var bosatt på sin gård i Lancashire. Richard besökte Grammar school i staden Burnley och började därefter sin yrkesbana som stalldräng och blev så småningom stallmästare och hästtränare. Han drog nytta av engelsmännens stora intresse för hästar och hästsport. 
År 1766 öppnade han i Hyde Park landets första företag för skötsel och inackorderadering av hästar. Till verksamheten hörde även utlåning och försäljning av hästar samt ridhus och kapplöpningsbana och senare även exklusiva lokaler för restauranger och sammankomster. Verksamheten kom att uppkallas efter honom Tattersalls. 1779 köpte han den obesegrade galopphästen Highflyer, för 2 500 pund, något som hjälpte hans ekonomiska framgång markant.
Man vände sig till den välbärgade befolkningen och bedrev kapplöpningar, vadhållning och utställningar samt lawntennis och velocipedåkning. Tattersall blev en förmögen man och kom att äga dagstidningen Morning Post. Efter hans död 1895 förde hans ättlingar verksamheten vidare som stannade i privat ägo fram till 1936.

## Tattersalls i andra länder

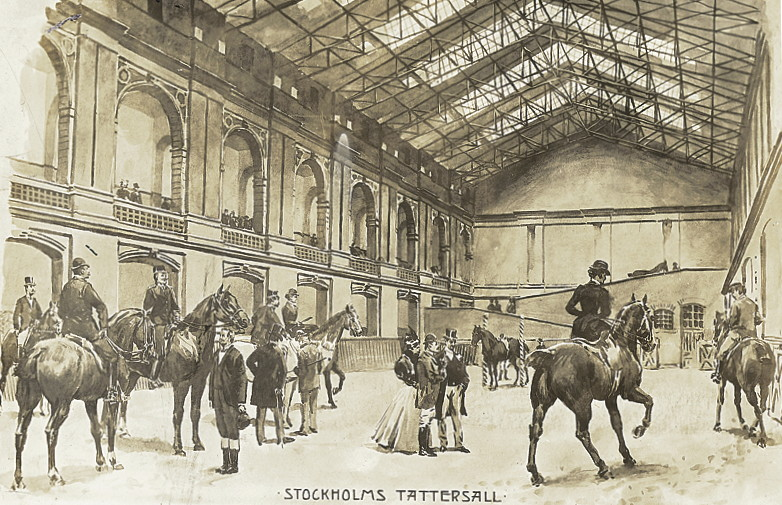
Stockholms Tattersalls ridhus.

Tattersalls affärsidé övertogs även av andra länder och i slutet av 1800-talet öppnade liknande anläggningar  i Paris, Berlin, New York och Sydney. I Sverige invigdes landets första och sista Tattersall av det 1895 bildade Stockholms Tattersall AB i december 1899. Den stora och mycket påkostade anläggningen låg i ett nybyggt hus vid Grev Turegatan 12–16 på Östermalm. Trots publik framgång gick Stockholms Tattersall redan efter två år i konkurs på grund av bristande lönsamhet och den dyrbara driften. 1913 förstördes ridhallen i en förödande brand. Gathuset finns dock kvar och ägs sedan 1919 av Kungliga Ingenjörsvetenskapsakademien som sedan dess har sin verksamhet där.